# De Grenswachter
De Grenswachter is de naam van een ronde stenen korenmolen te Luyksgestel die in 1891 werd gebouwd. Het is een beltmolen.
Op deze plaats stond in 1644 al een standerdmolen. Deze brandde echter af in 1889. De toenmalige molenaar lustte wel een borrel en was in de schulden geraakt bij graanhandelaar Goossens uit Eindhoven. Deze was het die de grond verwierf en een nieuwe, stenen, molen liet bouwen. De molen kwam in 1892 in het bezit van de familie Van Grootel en bleef dat tot 1970, daarna werd ze eigendom van de gemeente Luyksgestel.
De molen stond bekend als De molen van Grootel ofwel De Zwarte Molen, daar molen De Deen als witte molen te boek stond. De naam De Grenswachter, verwijzend naar de nabijheid van de grens met België, werd pas in 1972 aan de molen gegeven.
De molen is nog in bedrijf, en wordt bediend door vrijwillige molenaars. Ze is te bezichtigen in combinatie met het nabijgelegen Bakkerijmuseum.
De molen heeft de status rijksmonument.